# Partido de las Islas Vírgenes
El Partido de las Islas Vírgenes (VIP) es un partido político en las Islas Vírgenes Británicas. Actualmente está dirigido por el primer ministro Andrew Fahie.

## Resultados electorales
| Año  | Votos  | %     | Escaños | +/-         | Posición | Gobierno            |
| ---- | ------ | ----- | ------- | ----------- | -------- | ------------------- |
| 1971 |        |       | 2/7     |             | 2.º      | Oposición           |
| 1975 | 1.591  | 53,82 | 3/7     | 1           | 1.º      | Oposición           |
| 1979 | 733    | 27,78 | 4/9     | 1           | 2.º      | Coalición           |
| 1983 | 1.355  | 44,90 | 4/9     | Sin cambios | 1.º      | Oposición           |
| 1986 | 1.838  | 46,63 | 5/9     | 1           | 1.º      | Gobierno en mayoría |
| 1990 | 2.409  | 46,54 | 6/9     | 1           | 1.º      | Gobierno en mayoría |
| 1995 | 5.810  | 30,15 | 6/13    | Sin cambios | 1.º      | Gobierno en minoría |
| 1999 | 8.790  | 36,74 | 7/13    | 1           | 1.º      | Gobierno en mayoría |
| 2003 | 12.325 | 42,22 | 5/13    | 1           | 2.º      | Oposición           |
| 2007 | 14.477 | 50,31 | 10/13   | 5           | 1.º      | Gobierno en mayoría |
| 2011 | 13.367 | 38,34 | 4/13    | 1           | 2.º      | Oposición           |
| 2015 | 10.771 | 29,85 | 2/13    | 2           | 2.º      | Oposición           |
| 2019 | 17.441 | 45,60 | 8/13    | 6           | 1.º      | Gobierno en mayoría |
| 2023 | 11.576 | 31,90 | 6/13    | 2           | 1.º      | Gobierno en minoría |